# Erginulus pulcher
Erginulus pulcher is een hooiwagen uit de familie Cosmetidae. De originele naamcombinatie (protoniem) is Erginulus pulchrus Goodnight & Goodnight, 1942. De huidige (vanaf 2025) geldig wetenschappelijke naam van Erginulus pulcher gaat terug naar Kury et al. 2020. 